# 徐敬成
徐敬成（じょ けいせい、540年 - 575年）は、南朝陳の軍人。本貫は安陸郡。

## 経歴
徐度の子として生まれた。幼くして聡明で、読書を好んだ。若くして機知に富み、占いを得意とし、文人や義士と交友して、鑑識眼で知られた。梁末に著作郎を初任とした。永定元年（557年）、陳が建国されると、敬成は父の部下の兵士を預かり、周文育や侯安都の下で王琳を討ち、沌口で敗戦して王琳に捕らえられた。永定2年（558年）、周文育・侯安都らに従って帰朝し、太子舎人に任じられ、太子洗馬に転じた。永定3年（559年）、父の徐度が呉郡太守となると、敬成はその下で監郡をつとめた。
天嘉2年（561年）、太子中舎人に転じ、湘東郡公世子となった。天嘉4年（563年）、徐度が湘州から建康に召還されると、敬成は湘州の徐度の部下を引き継いだ。章昭達の下で陳宝応を討った。天嘉5年（564年）、晋安郡が平定されると、敬成は貞威将軍・豫章郡太守に任じられた。光大元年（567年）、華皎が反乱を起こすと、敬成は仮節・都督巴州諸軍事・雲旗将軍・巴州刺史となった。水軍を率いて呉明徹の下で華皎を討った。華皎の乱が平定されると、巴州に帰った。光大2年（568年）、父が死去したため、辞職して喪に服した。まもなく再起して持節・都督南豫州諸軍事・壮武将軍・南豫州刺史に任じられた。太建4年（572年）、湘東郡公の爵位を嗣ぎ、太子右衛率に任じられた。
太建5年（573年）、貞威将軍・呉興郡太守となった。呉明徹が北伐して秦郡に進出すると、敬成は都督として別に派遣され、戦艦金翅に乗って欧陽引埭から長江を遡り、広陵に入った。北斉の諸軍はみな自城を守って、出て戦おうとしなかった。敬成は繁梁湖から淮水を下り、淮陰城を包囲した。そのまま監北兗州をつとめた。淮水・泗水の流域で陳に帰順する者が相次ぎ、12日間で兵は数万にふくれあがった。淮陰郡・山陽郡・塩城郡を落とし、あわせて連口・朐山の2戍を陥落させた。さらに鬱洲に進攻して平定した。功績により通直散騎常侍・雲旗将軍の位を加えられた。さらに壮武将軍の号を受け、朐山に駐屯した。軍中の犯罪に連座して免官された。まもなく再起して、持節・都督安元潼三州諸軍事・安州刺史に任じられ、宿預に駐屯した。太建7年（575年）、死去した。享年は36。散騎常侍の位を追贈された。諡は思といった。
子の徐敞が後を嗣いだ。

## 伝記資料
- 『陳書』巻12 列伝第6
- 『南史』巻67 列伝第57